# 世界歌
世界歌是一首由約翰·吉約作曲、大衛·考普參與創作的歌曲，用來讚頌全地球各國及其友誼。這首歌的構想在1996年被提出，至2000年完成。它採用科技手段，混合了世界193個國家國歌的曲譜，如美國《星條旗》、中國《義勇軍進行曲》乃至梵蒂岡《教皇進行曲》等。
創作最初發佈時，並沒有引起很大反響。但美國911事件發生后，它不但起到了一定撫慰人心的作用，還更增添世界團結的象徵。因而在各種典禮上、廣播電視節目中皆有呈現，甚至被白宮所採用。